# Người Māori
Người Māori (/ˈmaːɔɾi/, /ˈmɑːʊəri/) là những người Polynesia bản xứ của New Zealand. Người Māori có tổ tiên là những dân tộc thiểu số sống ở đông Polynesia, tới New Zealand trong một số đợt hải hành bằng thuyền nhỏ trong giai đoạn nào đó giữa 1250 và 1300. Trải qua nhiều thế kỷ bị cô lập, những cư dân Polynesia này đã phát triển một nền văn hóa độc đáo được biết đến với tên gọi "Māori", với một ngôn ngữ riêng, một kho thần thoại phong phú, các nghề thủ công và nghệ thuật trình diễn đặc sắc. Ban đầu người Māori hình thành nên các bộ lạc, dựa trên các tục lệ và cách tổ chức xã hội kiểu đông Polynesia.

## Ngôn ngữ

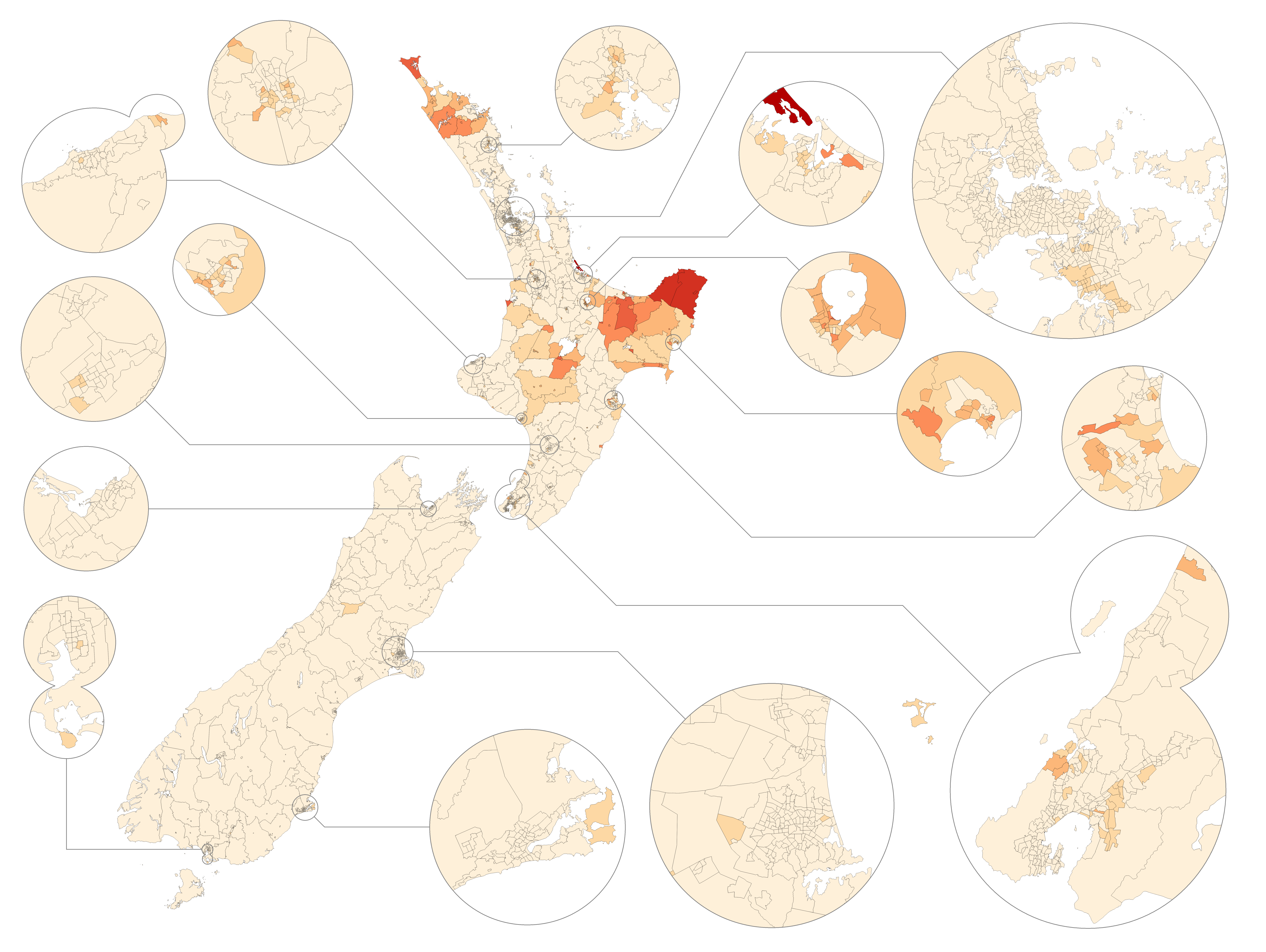
Lượng người nói Māori theo điều tra dân số 2013.
<5%
5–10%
10–20%
20–30%
30–40%
40–50%
>50%